# Cycloponympha julia
Cycloponympha julia är en fjärilsart som beskrevs av Edward Meyrick 1913. Cycloponympha julia ingår i släktet Cycloponympha och familjen äkta malar. Inga underarter finns listade i Catalogue of Life.